# Phyllastrephus hypochloris
Phyllastrephus hypochloris là một loài chim trong họ Pycnonotidae.